# Drozd obrożny
Drozd obrożny (Turdus torquatus) – gatunek średniego ptaka wędrownego z rodziny drozdowatych (Turdidae).

## Występowanie
Zamieszkuje górskie rejony całej Europy aż po Ural. To ptak wędrowny opuszczający tereny o surowym klimacie. Zimuje w rejonie Morza Śródziemnego, na Bliskim Wschodzie i w północnej Afryce. Ze strefy klimatu umiarkowanego tylko część ptaków migruje, reszta pozostaje na terenach lęgowych lub schodzi na pogórze. Ze względu na specyficzne wymagania środowiska zasięg występowania tego drozda jest silnie porozrywany. Areał jest bardziej zwarty tylko w północno-zachodniej Europie, na Wyspach Brytyjskich i w Skandynawii.
W Polsce to ptak lęgowy w górach (podgatunek T. t. alpestris) – w Karpatach nieliczny lub średnio liczny, w Sudetach bardzo nieliczny. Najliczniej występuje w Tatrach oraz w Beskidzie Żywieckim wraz z Babią Górą i Policą. W skali kraju to bardzo nieliczny ptak lęgowy, w latach 2013–2015 jego liczebność szacowano na 1600–3200 par. W czasie migracji na północy kraju, zwłaszcza na wybrzeżu Bałtyku, obserwuje się drozdy podgatunku T. t. torquatus pochodzące ze Skandynawii. Zatrzymują się wtedy na obrzeżach lasów i miejscach, które gęsto porastają wyższe krzewy. Przyloty mają miejsce w marcu lub kwietniu, a odloty od września do listopada.

### Podgatunki
Wyróżnia się 3 podgatunki:
- drozd północny[3] (Turdus torquatus torquatus) – podgatunek północny, zamieszkuje Skandynawię po Półwysep Kolski, a także Wyspy Brytyjskie. W Polsce pojawia się nielicznie jedynie na przelotach, zwłaszcza na wybrzeżu. Samce są wyraźnie ciemniejsze i zaznaczoną białą podkową na piersi.
- drozd obrożny[3] (Turdus torquatus alpestris) – podgatunek środkowo- i południowoeuropejski, zamieszkuje Karpaty, Alpy, Pireneje, Bałkany i zachodnią Turcję. U ptaków tego podgatunku spód jest wyraźniej biało łuskowany, samce są jaśniejsze. Większość drobnych, szaroczarnych piór konturowych ma białą pręgę. Na spodzie ciała na poszczególnych piórach widnieją białe kreski.
- drozd kaukaski[3] (Turdus torquatus amicorum) – środkowa Turcja przez Kaukaz do północnego Iranu i południowo-zachodniego Turkmenistanu.

Zarówno samic, jak i plamistych młodych, u podgatunków torquatus i alpestris nie da się zidentyfikować na podstawie upierzenia. Dominuje u nich ciemny brąz uzupełniany jaśniejszymi plamkami.

## Charakterystyka

### Wygląd zewnętrzny
Wielkością, ciemnym ubarwieniem i sylwetką zbliżony do kosa – jest z nim spokrewniony, choć drozd obrożny jest północnym gatunkiem górskim, bardziej smuklejszym i o dłuższej szyi. Upierzenie czarne, pióra na skrzydłach i spodzie ciała mają jasne brzegi. Widoczny jest dymorfizm płciowy. U czarno ubarwionego samca w szacie godowej na piersi kontrastowa, wyraźna, duża, biała obroża w kształcie półksiężyca, w szacie spoczynkowej brudnobiała. Oprócz tego jego brzegi piór na skrzydłach i spodzie ciała są rozjaśnione. Samica ma ubarwienie szaro-brunatne z wyraźniejszym łuskowanym (ułożonym z jaśniejszych brzegów piór) rysunkiem upierzenia i słabiej zaznaczoną, ciemniejszą (bardziej matową) niż u samca półobrożą. Widać to zwłaszcza jesienią, kiedy u samicy nowe pióra mają wyraźniejsze ciemniejsze pręgi, które później ulegają częściowemu wytarciu. Nogi ciemne, dziób żółty z czarnym końcem. W locie skrzydła u obu płci wydają się jasne. Nie ma białej obrączki ocznej. Młode zamiast półksiężycowej obroży mają jedynie małą, białą plamkę pod dziobem i są silniej łuskowane.

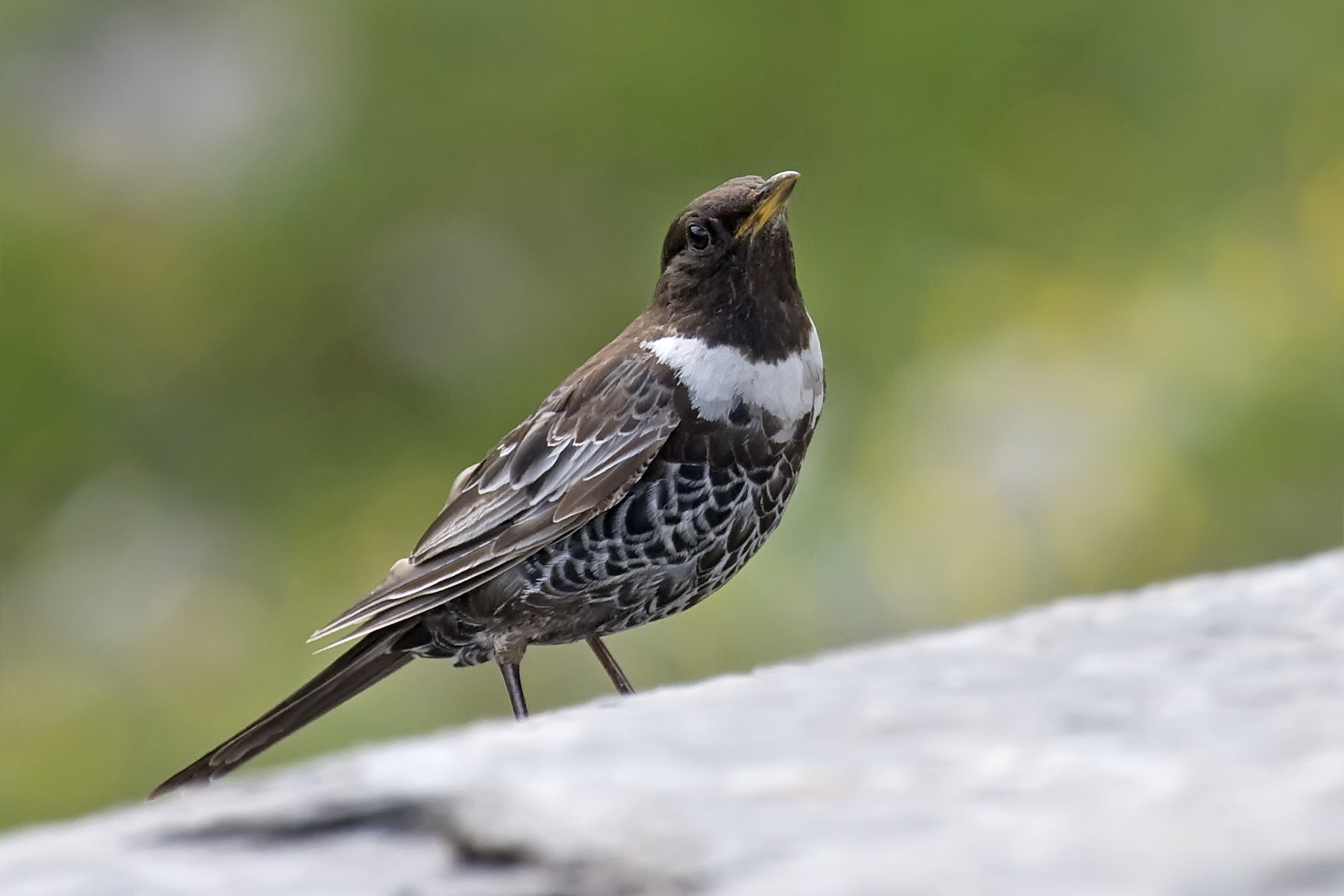
Dzięki białej obroży łatwo zidentyfikować drozda obrożnego, ale przez skryty tryb życia trudniej go dostrzec

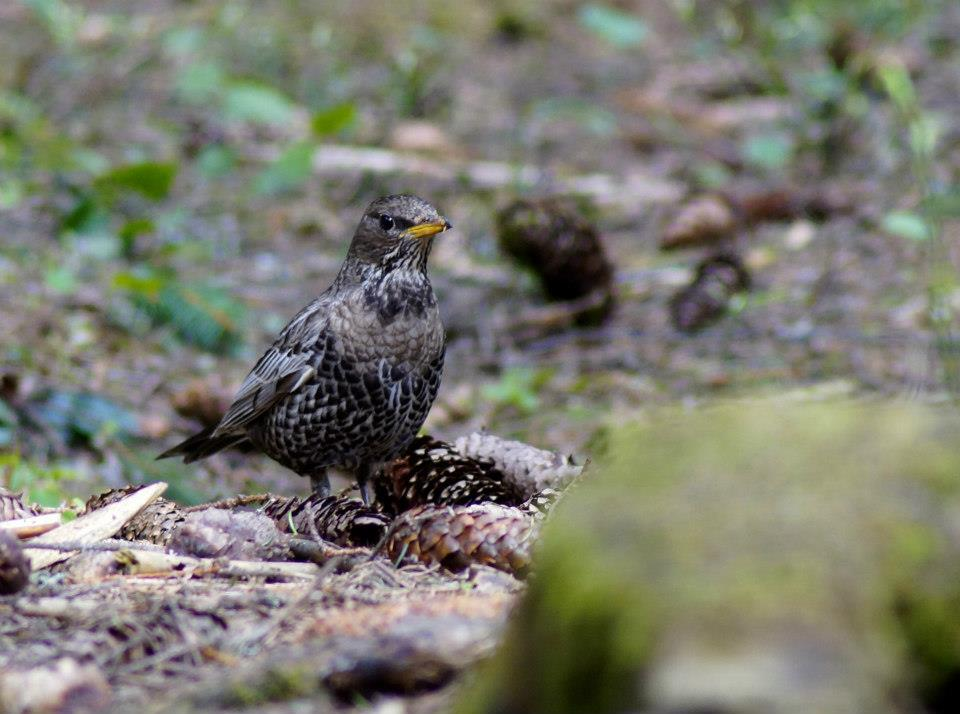
Żerujący drozd obrożny, Tatry

### Rozmiary
długość ciałaok. 23–27 cm,
rozpiętość skrzydełok. 36–41 cm,
długość skrzydła złożonego13,5–14,5 cm,
długość ogona11,5 cm

### Masa ciała
ok. 95–140 g

### Głos
Ostrzega ostrym, skrzypiącym „tjuk”. Śpiew głośny, urywany, szczebiotliwy, z powtarzanymi krótkimi fletowymi motywami, nieco podobny do melodii drozda śpiewaka, ale jest bardziej szorstki. Samce śpiewają siedząc na skałach.

### Zachowanie
Płochliwy dużo bardziej niż kos, zaniepokojony kryje się wśród kamieni. Nie jest to ptak rzadki, ale przez skryty tryb życia rzadko widywany. Gdy jednak się go zobaczy, łatwo go zidentyfikować po białej obroży. Wędrowny, przeloty w III–IV i IX–XI. Poza okresem lęgowym skupia się w grupy, a w czasie migracji drozda obrożnego spotkać można w stadach z innymi gatunkami drozdów.

Po ziemi skacze, a lata szybko, choć na krótkie dystanse.

## Środowisko
Górskie lasy regla górnego, piętro kosodrzewiny przy górnej granicy lasu, górskie mokradła, skandynawskie płaskowyże. Nie ma dużego znaczenia skład gatunkowy kompleksu leśnego, choć najchętniej zamieszkuje górskie bory iglaste (w Polsce świerkowe) i krajobrazy mozaikowe poprzecinane trawiastymi obszarami, gdzie szuka pokarmu. W Bieszczadach zasiedla lasy jodłowe, oprócz tego w Polsce lasy bukowe z domieszką jodły i świerka ulokowane w pobliżu wody lub strumienia. Wybiera więc zacienione, wilgotne siedliska w bogate w drzewa lasach górskich, a na północy areału zamieszkuje też wrzosowiska, torfowiska i tundrę.
Pierwotnie gatunek występował w północnych lasach iglastych. W okresie zlodowaceń zasiedlał też niższe szerokości geograficzne Europy Zachodniej i Środkowej. Gdy w okresie polodowcowym klimat się ocieplił, południowe populacje stopniowo zaczęły się przemieszczać w wyższe tereny górskie od Półwyspu Pirenejskiego po Kaukaz. Częściowo migrowały w kierunku północnym. Obecnie to gatunek górski, występujący ponad 700 m n.p.m.

## Pożywienie

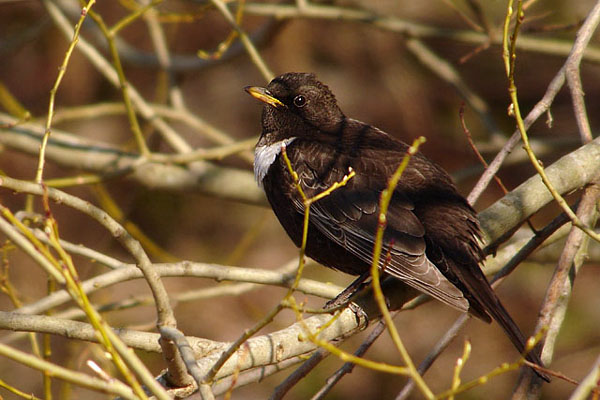
Zimą, podobnie jak u innych drozdowatych, w diecie drozda obrożnego dominują jagody

Owady i ich poczwarki, larwy, pająki oraz inne bezkręgowce jak dżdżownice wchodzą w skład pokarmu jedzonego wiosną i latem, a zwłaszcza w okresie lęgowym, podobnie jak ma to miejsce u innych drozdowatych. Małymi bezkręgowcami karmi też młode. Jesienią i zimą zbiera głównie mięsiste jagody, które zrywa często z końca gałęzi podczas lotu.
Pokarm zbiera głównie na ziemi i z gałęzi drzew i krzewów.

## Okres lęgowy
W ciągu roku wyprowadza jeden lub dwa lęgi, od drugiej połowy kwietnia do czerwca. Tworzone pary są monogamiczne.

### Gniazdo
Koszyczkowate gniazdo jest umieszczone w kosodrzewinie lub nisko (na wysokości 1–3 metrów) na młodym świerku czy jodle lub gęstych krzewach iglastych, zwykle przy pniu. Bywa też ukryte w szczelinie skalnej. Podstawa gniazda zbudowana jest z cienkich gałązek, liści i traw. Zewnętrzna warstwa jest wykonana z liści, źdźbeł traw i mchu, a wewnętrzna jest wylepiona masą, wykonaną z próchna i piasku zmieszanych z wydzieliną ślinową, która po zastygnięciu tworzy gładką wykładzinę gniazda, przypominającą tekturę. Wnętrze gniazda wyścielone suchą trawą i mchem. Lęgowisko budują oboje partnerzy.

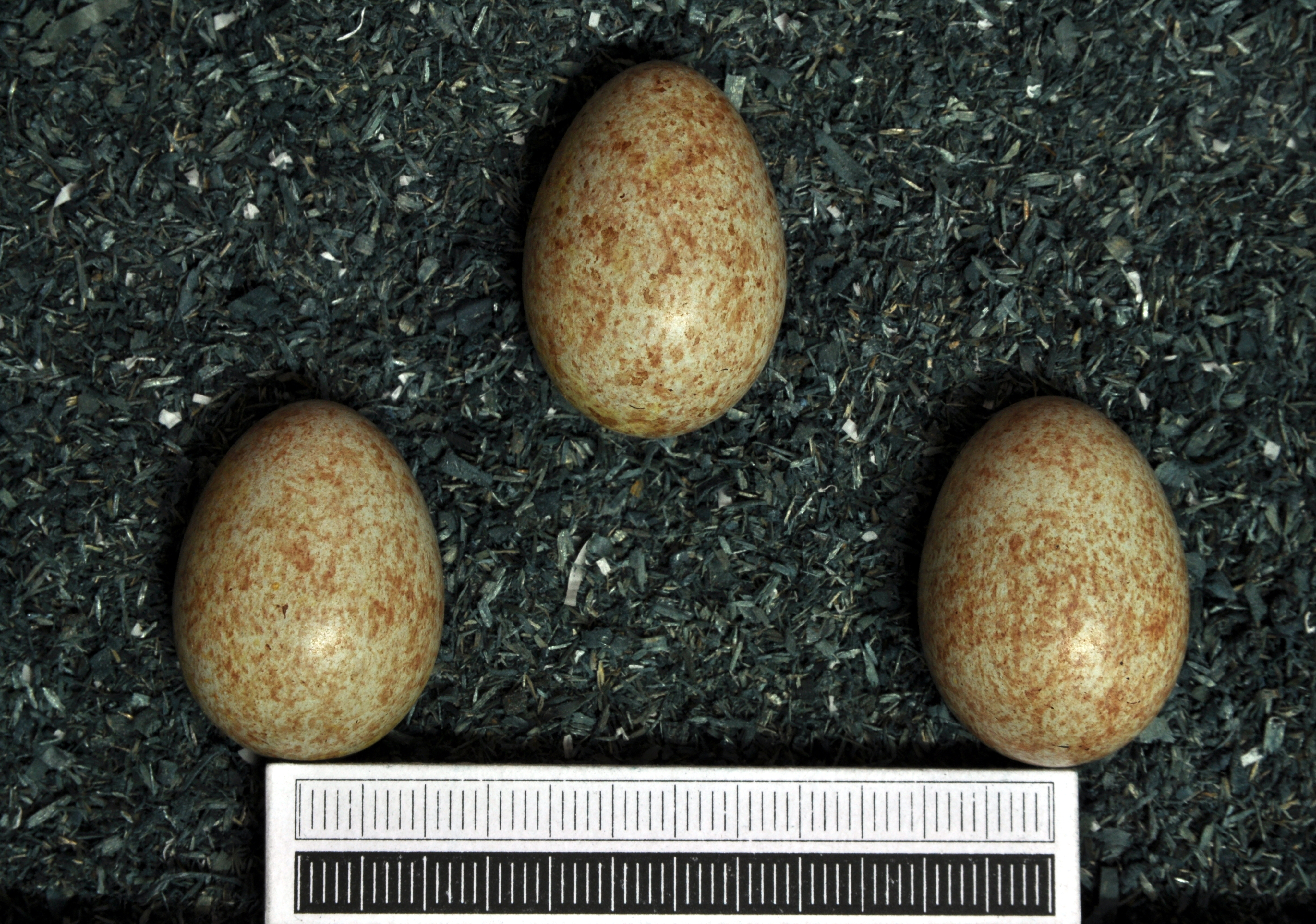
Jaja z kolekcji muzealnej

### Jaja
Samica składa 4–5 zielonkawych, rdzawo, czerwonofioletowo lub fioletowo-szaro nakrapianych jaj.

### Wysiadywanie
Jaja wysiadywane są przez okres 12–15 dni tylko przez samicę.

### Pisklęta
Pisklęta, gniazdowniki, opuszczają gniazdo po 14–16 dniach, a stają się samodzielne po około 2 tygodniach. Do tego czasu karmią je oboje rodzice.

## Status i ochrona
Międzynarodowa Unia Ochrony Przyrody (IUCN) uznaje drozda obrożnego za gatunek najmniejszej troski (LC – least concern) nieprzerwanie od 1988 roku. Liczebność światowej populacji szacuje się na 0,6–1,2 milionów dorosłych osobników. Trend liczebności populacji uznawany jest za stabilny. Wymieniony w Dyrektywie Ptasiej.
W Polsce objęty ścisłą ochroną gatunkową. Na Czerwonej liście ptaków Polski uznany za gatunek najmniejszej troski (LC).
Drozd obrożny negatywnie znosi zmiany, jakie dokonują się w jego siedlisku i nie potrafi przystosować się do życia w innych warunkach niż w tych, które dotąd zajmował. Nasilenie turystyki w górach, rozbudowywanie urządzeń rekreacyjnych i sportowych, wycinanie górskich lasów to główne czynniki, które szkodzą zachowaniu populacji tego ptaka. Również niekorzystnie wypada w konfrontacji z naturalnymi konkurentami. Kos, paszkot i kwiczoł zwykle wygrywają z nim w walce o pokarm i miejsca lęgowe. Ze względu na ciągle ocieplanie się klimatu drozd obrożny dostosowany do chłodnego klimatu gór i północnych wybrzeży Atlantyku może być jedną z pierwszych ofiar w europejskiej awifaunie na skutek działania tych globalnych zmian.